# Cimitirul Câinilor
Cimitirul Câinilor este considerat ca fiind primul cimitir pentru animale de companie din epoca modernă din întreaga lume. Acesta este situat în Asnières-sur-Seine, în partea de nord-vest a suburbiilor Parisului (departamentul Hauts-de-Seine).

## Istorie
Autorul Georges Harmois și jurnalista feministă Marguerite Durand, directoare a ziarului La Fronde fondează în 1899 Societatea franceză anonimă a cimitirului pentru câini și pisici. Această societate achiziționează niște terenuri pe o insulă a Senei, Île des Ravageurs. Cimitirul primește rămășițele pământești ale unor animale de companie, câini, pisici sau păsări, inclusiv alte animale, precum cai sau lei. Pentru unele din ele sunt construite cavouri sau monumente funerare impunătoare.
Inițial s-a preconizat construirea unui columbariu și a unui muzeu dedicat animalelor de companie, dar, în final, s-au construit numai grădini, clădirea de la intrare și necropola, împărțită în patru zone: pentru câini, pentru pisici, pentru păsări și pentru alte animale. Arhitectul parizian Eugène  Petit, care a realizat mai multe clădiri pariziene, concepe poarta de intrare în stilul Art nouveau, cu deschidere spre vechiul pod de la Clichy.
În 1976, acel braț al Senei este închis. În 1987, societatea proprietară decide să închidă cimitirul. În urma protestelor din toate părțile, orașul Asnières anunță planul de a răscumpăra și de a-l menține în activitate. Pe 27 iunie în același an, situl este declarat oficial, datorită " interesului pitoresc, artistic, istoric și legendar ". Orașul Asnières-sur-Seine a devenit proprietar în 1989 și îl gestionează din 1997. 
În 2001, intrarea în cimitir a fost renovată și s-a făcut o nouă amenajare a teritoriului.
Pentru cel mai mic dintre morminte, se plătește între 950 și 1000 de euro, la care trebuie să fie adăugate: costul anual de concesiune, costurile de înmormântare și construirea monumentului funerar.

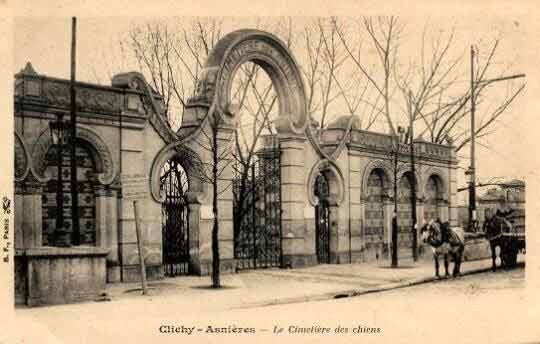
Poarta cimitirului dinspre Vieux Pont de Clichy
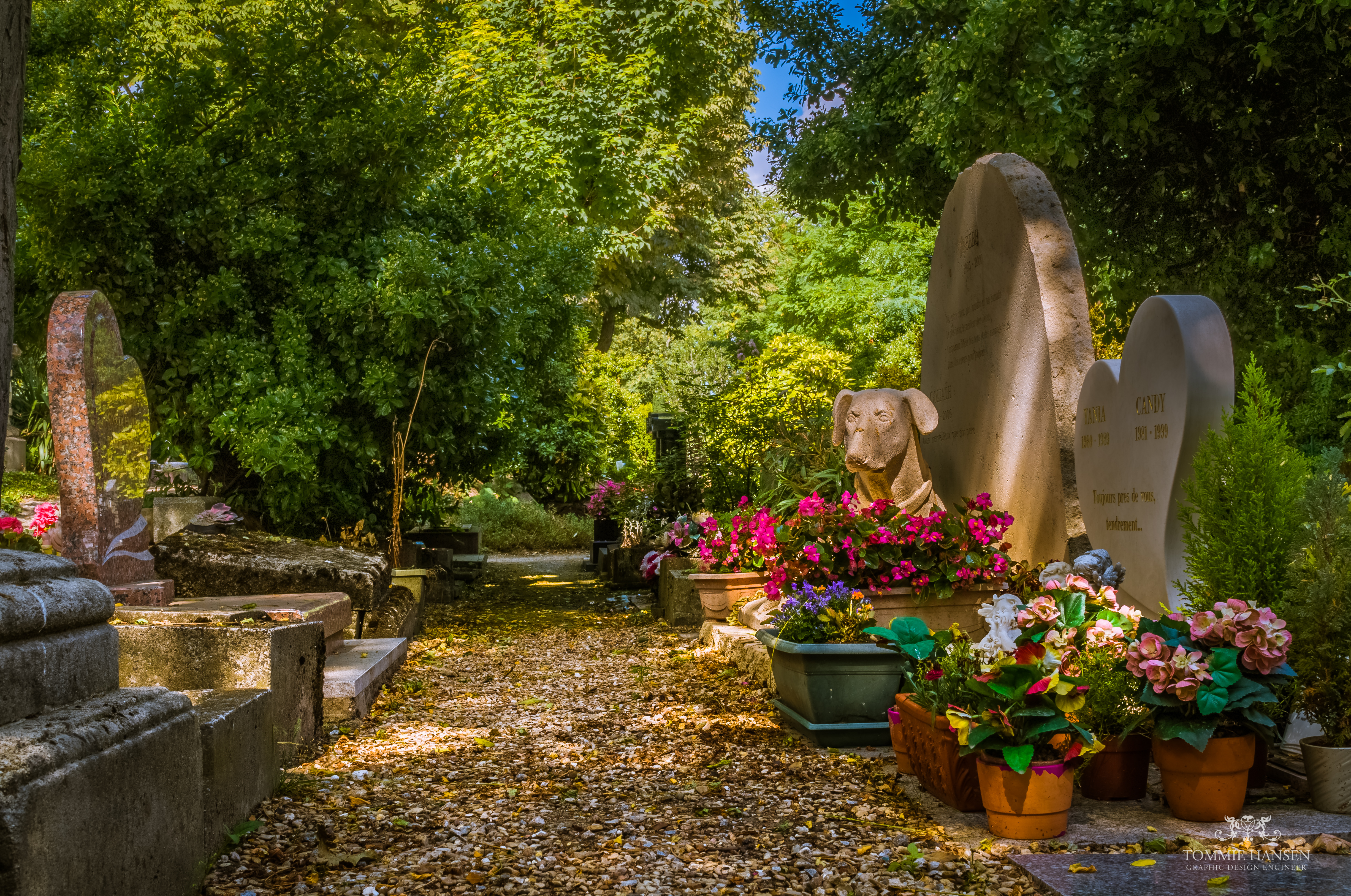
Drum de acces spre cimitir
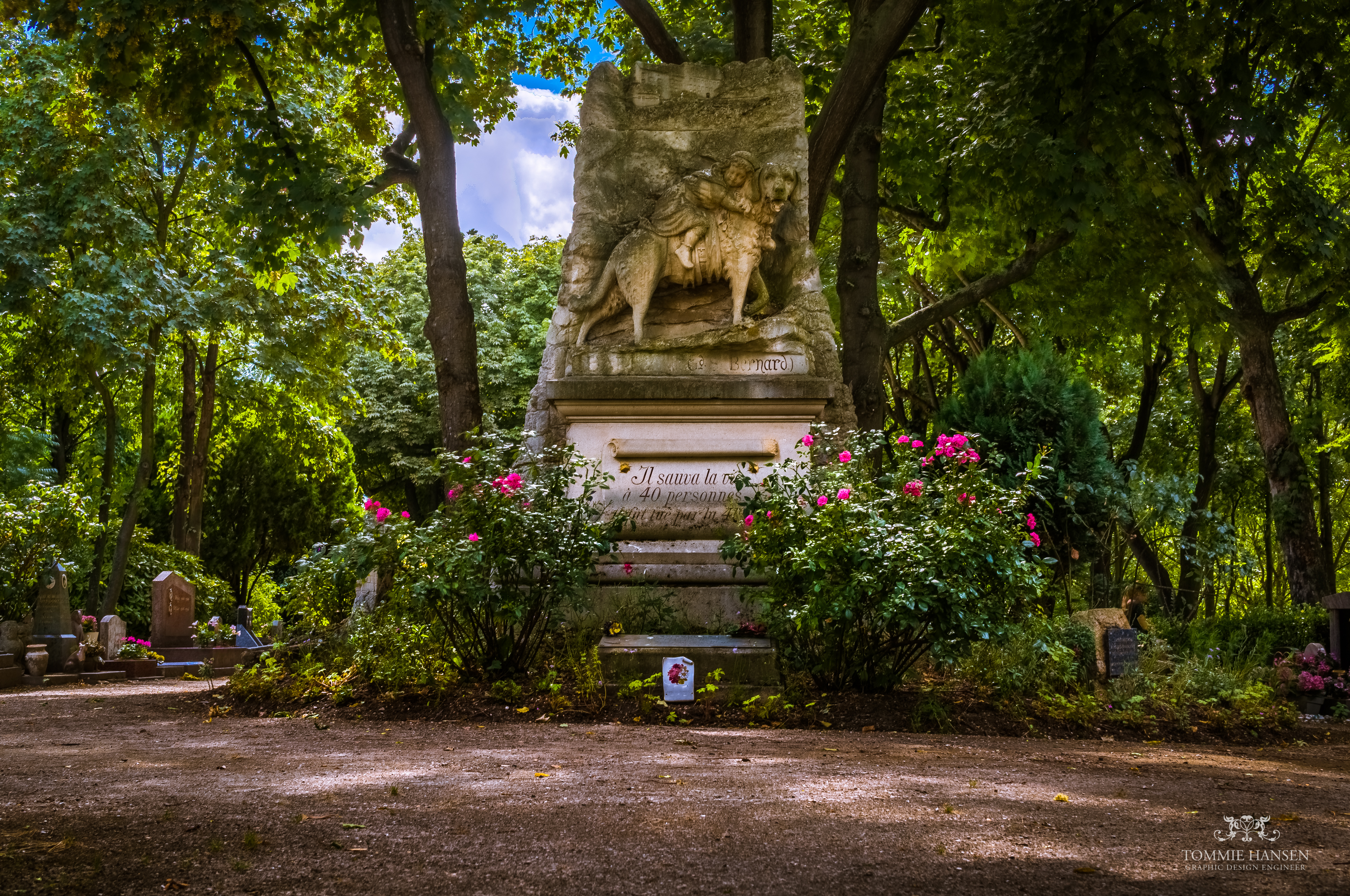
Monument funerar pentru Barry salvatorul (spaniel din Alpi).
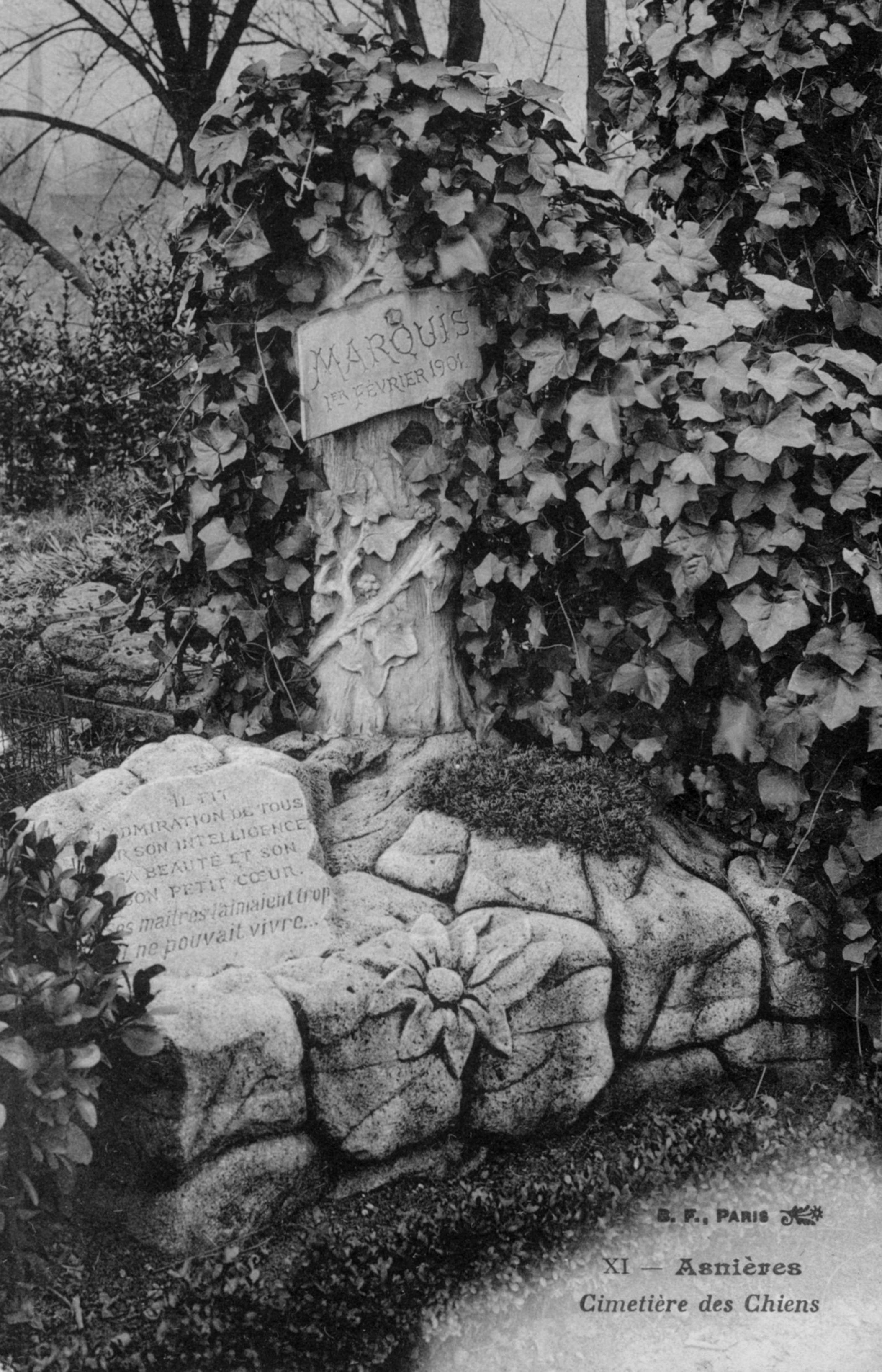
Asnières. Cimitirul Câinilor.

## Câteva animale notabile
- Barry. Un monument în cinstea acelui spaniel de Alpi, predecesorul câinelui saint-bernard, este ridicat de către direcția cimitirului. Acest câine, care s-a născut în 1800 și a murit la Berna în 1814, a aparținut călugărilor de la Hospice du Grand-Saint-Bernard și ar fi salvat viețile a peste 40 de persoane
- Clément (2000-2011), câinele lui Michel Houellebecq[3]
- Rintintin, câine de cinema; unul dintre urmașii săi, Rintintin al IV-lea, a fost celebrul actor de telenovele
- Monument în memoria unor câini polițiști. A fost construit în 1912, comisariatele din suburbii tocmai fuseseră dotate cu câțiva ani mai devreme cu câini. Acesta găzduiește mai mulți câini polițiști, printre care "Dora" (1907-1920) de la comisariatul din Asnières, " Top ", de mai multe ori medaliat, "Papillon" - opt ani de serviciu în arondismentul 16 din Paris sau " Leo " - ucis la datorie
- Kroumir, pisica lui Henri Rochefort
- Animale de companie ale unor celebrități precum compozitorul Camille Saint-Saëns, scriitorii Alexandre Dumas și Georges Courteline, cântărețul și compozitorul Sacha Guitry
- Gribouille, calul lui Marguerite Durand
- Masseraux (1989) și Tsoytong, cai de curse
- Mémère sau Dick, câini de tranșee în timpul Primului Război Mondial
- Moustache (1799-1810), un câine soldat francez, în Războaiele revoluționare și în perioada Războaielor Napoleoniene[4]
- Al 40 000-lea animal îngropat aici este un câine vagabond venit să moară în 1958 la poarta cimitirului. Direcția cimitirului i-a ridicat un monument.

Există, de asemenea, pisici, vaci, viței, porci, cai, oi, găini, chiar și o maimuță.